# Wacken Open Air
(Motto dell'evento)

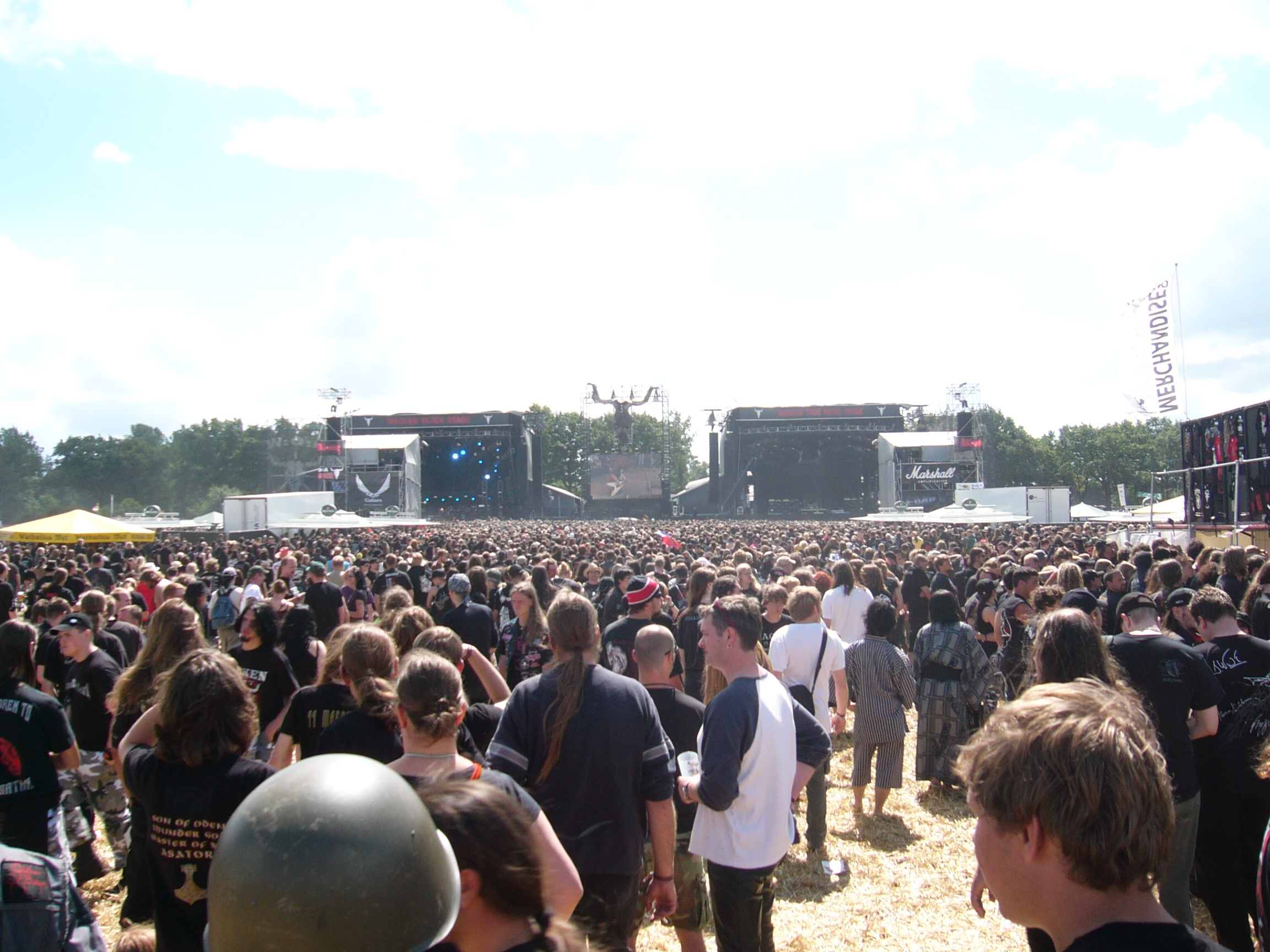
L'area festival del W:O:A nel 2007

Il Wacken Open Air (W:O:A) è un festival specializzato nel genere musicale heavy metal che viene organizzato ogni anno dal 1990 nel piccolo paesino di Wacken, al nord della Germania, a circa 70 km da Amburgo. L'evento attira ogni anno una folla numerosa di fan della musica metal (l'evento è comunque limitato a 75.000 spettatori) provenienti da ogni angolo di Europa e anche dal resto del mondo.
Il Wacken Open Air si tiene normalmente la prima settimana di agosto e dura attualmente tre giorni. In realtà, vista la massiccia affluenza e il tipo di manifestazione, negli anni si è data la possibilità di occupare l'area con tende e mezzi di ogni tipo fino a tre giorni prima dell'inizio dei concerti. L'area del festival si compone di una zona adibita ai concerti, con quattro palchi di diverse dimensioni su cui si esibiscono oltre 70 gruppi, e di una zona adibita al campeggio.
Ogni anno dal 2002 si registra il tutto esaurito, e a partire dall'edizione del 2008 ogni anno viene infranto il record di sold out anticipato, fino ad arrivare all'edizione 2014, in cui è stato raggiunto il tutto esaurito addirittura 359 giorni prima dell'evento, a meno di due giorni dalla messa in vendita dei 75.000 biglietti.
Per l'edizione 2023 il record di velocità del tutto esaurito è stato ulteriormente migliorato, con i 75.000 biglietti disponibili esauriti in sole cinque ore dalla messa in vendita, come annunciato dalla pagina Facebook ufficiale del festival.

## Edizioni

### 1990
24 agosto - 25 agosto:
| Gruppi  |                                                    |
| Venerdì | Sabato                                             |
| Skyline | 5th Avenue Ax'n Sex Motoslug Sacret Season Wizzard |

### 1991
21 agosto - 22 agosto:
| Gruppi                                                              |                                  |
| Bon Scott (tribute band degli AC/DC) Gypsy Kyss Kilgore Life Artist | Ruby Red Shanghai'd Guts Skyline |

### 1992
22 agosto - 23 agosto:
| Gruppi | |
| 5th Avenue Asmodis Ax'n Sex Bad Sister Bai Bang Blind Guardian De La Cruz Doc Eisenhauer Dr. Hörp Eddie E. Highlander Ides of March Incubator | Jolly Hangman Mama's Boys Morbid Mind Motoslug Pagan Spell Paradise Play'n'Bleed Saitensprünge Saxon Störspatzen of Des STS 8 Mission The Waltons Vivian |

### 1993
20 agosto - 22 agosto:
| Main Stage                                                                               | |                                                            |
| Venerdì                                                                                  | Sabato | Domenica                                                   |
| Piracee Railway Gorefest Skew Siskin Riverdogs Doro Bon Scott (tribute band degli AC/DC) | Heavenward Restless Blondes Saintcatee Warpath Plan B Jingo de Lunch Trespass Holocaust Fates Warning Highlander | Abi Wallenstein Toy RAX Bad Sister Châlice Vivian Ax'n Sex |

| Party Stage                                                                             | |
| Venerdì                                                                                 | Sabato |
| Fast Lover Blue Velvet Bai Bang Samael Gary Hughes Sahara Ballroom Bones Stoney Rudolph | Torment Grinning Sinner Häwi Mädels Jack's Hammer Noisy Act of Protest Michael Dickes (acoustic) Riverdogs (acoustic) Buddy Lackey Sahara 5th Avenue |

### 1994
19 agosto - 20 agosto:
| Main Stage                              |                                                                                         |
| Venerdì                                 | Sabato                                                                                  |
| Suiciety Pagandom Skyclad The Tea Party | Saintcatee Chemical Breath Decision D U.K. Subs Gamma Ray Rausch Paul Di'Anno's Killers |

| Party Stage | |
| Venerdì | Sabato |
| Moray Many Acts of Maniacs Deceased Stoney Rudolph & The Happy McCardies Hannes Bauer & Orchestra The Waltons Tears for Beers | Roan Riff Raff Easy Livin' (Uriah Heep feat. Markus Grosskopf) Torment Ace Öf Spades Ken Tamplin Prollhead Atrocity Dixie Gunworks |

### 1995
19 agosto - 20 agosto:
| Gruppi | | |
| 5th Avenue Amentia Angra Bad Sister Châlice Creep D:A:D Dark At Down Das Auge Gottes Depressive Age Dixie Gunworks | Ghosts of Dawn Graue Zellen Hate Squad Laberinto More About Dogs Morgoth Paragon Phantoms of Future Pothead Power of Expression Pretty Maids | Prime Rape Revelation Schweisser Solitude Aeturnus Temple of the Absurd Tiamat Trauma Trieb Vanden Plas Vocation |

### 1996
9 agosto - 10 agosto:
| Double Main Stage                                                              |                                                                               | | |
| Venerdì                                                                        | Venerdì                                                                       | Sabato                                                                                              | Sabato |
| Grind Machine Big Nothing Desert Storm Bad Sister Dice Grave Digger Pyogenesis | Gorefest The Gathering The Exploited Crematory Kreator Tom Angelripper Asylum | Gorn Ricochet Whils Sieges Even Dritte Wahl Temple of the Absurd Manos Secret Discovery Vicki Vomit | Atrocity Randalica Schweisser Oomph! Kingdom Come Dimple Minds Böhse Onkelz Tom Angelripper Ramones Mania |

### 1997
8 agosto - 9 agosto:
| Double Main Stage                                                               |                                                                                 |                                                                         | |
| Venerdì                                                                         | Venerdì                                                                         | Sabato                                                                  | Sabato |
| Aion Undish Lake of Tears Dissection Virgin Steele Dimmu Borgir Saviour Machine | Sodom Theatre of Tragedy Samael Therion Rage & Lingua Mortis Orchestra Love Gun | Scanner Hassmütz Zed Yago Raven Tank Sinner U.D.O. Iron Savior Overkill | Birth Control HammerFall Waltari Grave Digger Amorphis Motörhead Rock Bitch Subway to Sally Tom Angelripper |

| W.E.T. Stage                                                                                | |
| Venerdì                                                                                     | Sabato |
| Don Bosco Steiger Paunch Sceptic Acceptance Mummlox In Flames Dismember Late September Dogs | Entrust Gainsay Headcase Fox Force Five The Automanic Totenmond Torment Umbra et Imago Grinning Sinner Soilent Green |

### 1998
7 agosto - 8 agosto:
| Double Main Stage                                                                          |                                                                                | | |
| Venerdì                                                                                    | Venerdì                                                                        | Sabato | Sabato |
| Metal Worx Angel Dust Unrest Fair Warning Arch Enemy Iron Savior Sweet Savage Stratovarius | Blitzkrieg Cradle of Filth Anvil Doro Warrior J.B.O. Goddess of Desire Haggard | Sweet Noise Lacuna Coil Hollow Rough Silk Stahlhammer Holy Mother Primordial Sentenced Sacred Steel Bonfire Pegazus Gamma Ray | Voivod (cancellato) Virgin Steele Primal Fear Iced Earth Exciter Blind Guardian Riot Savatage Atrocity Tom Angelripper In Extremo |

| W.E.T./Black Stages                                                                                | | | |
| Venerdì                                                                                            | Venerdì                                                                                                 | Sabato | Sabato |
| Third Teeth Incubator Telltalehard Custard God Dethroned Soulburn Stigmata IV Dew-Scented Darkseed | Krabathor Manos Children of Bodom Am I Blood Benediction Tankard Crematory Skyclad Temple of the Absurd | Murder One Lost Resistance Night in Gales Silent Scream Borknagar Postmortem Old Man's Child Crack Up Raise Hell Disbelief Sadist | Heavenwood Agathodaimon Skyclad Hades Almighty Dritte Wahl Gorgoroth Vader Covenant Hypocrisy Grober Spass |

### 1999
6 agosto - 7 agosto:
| Double Main Stage                    | | |
| Giovedì                              | Venerdì | Sabato |
| Death SS Fates Warning Spock's Beard | Edguy Witchery Leatherwolf Blind Passengers Dokken Crematory U.D.O. Destruction HammerFall Mayhem Rage Mercyful Fate Saxon In Extremo Tygers of Pan Tang | Dr. Death Marshall Law Amon Amarth Wardog Tristania Metalium In Flames The Bullheadz The Gathering Primal Fear Subway to Sally Axel Rudi Pell Six Feet Under Pretty Maids Cannibal Corpse Metal Church Atrocity Dee Snider Dimmu Borgir Therion & Orchestra Onkel Tom |

| History Stage | Party Stage | Party Stage |
| Venerdì | Venerdì | Sabato |
| In Aeternum Graveworm House of Spirits Eisregen Sinister Temple of the Absurd Pariah Freedom Call Warhammer Die Apokalyptischen Reiter Enslaved The Waltons Vicki Vomit | Powergod Totenmond Richthofen Roland Grapow & Band Sinner Girlschool Napalm Death Eläkeläiset Reverend Jürgen & Igor | The Crown Memory Garden Threshold Dark Tranquillity Marduk Angra Axxis Jaguar Nevermore Warrant Umbra et Imago |

| W.E.T. Stage     |                                                                                                 | |
| Giovedì          | Venerdì                                                                                         | Sabato |
| Tankwort Skyclad | Paragon Bewitched The Sygnet Brainstorm Mystic Circle Killers Immortal God Dethroned Jag Panzer | Mindfeed Paradox Lefay Labyrinth Steel Prophet Agent Steel Destiny's End Razor Torment Solitude Aeturnus Whiplash |

### 2000
4 agosto - 5 agosto:
| Double Main Stage                          | | |
| Giovedì                                    | Venerdì | Sabato |
| Krokus Molly Hatchet The Company of Snakes | Vader Samson Dark Funeral Royal Hunt Umbra et Imago Angel Witch Marduk Rhapsody of Fire Immortal Stratovarius Overkill Iced Earth Hypocrisy Gamma Ray Six Feet Under | Dark Age Freedom Call Immolation Labyrinth Ancient Blaze Sentenced Lizzy Borden Entombed Nightwish Morbid Angel Doro Rose Tattoo Thin Lizzy hanno dato forfait, al loro posto Dee Snider Venom Zakk Wylde Chantal Chevalier Onkel Tom |

| Party Stage                                                                  | |
| Venerdì                                                                      | Sabato                                                                                                   |
| Dark at Dawn Gaskin 31 October Desperados Pink Cream 69 Artillery Liege Lord | SHARD Late Nite Romeo Agathodaimon Pain Solstice Demon Spiritual Beggars Heir Apparent Raise Hell Engine |

| W.E.T. Stage                                                            | |
| Venerdì                                                                 | Sabato |
| Deranged Savage Lock Up Grim Reaper Praying Mantis Black Sweden Breaker | Mob Rules Nightmare Steel Attack Squealer Vanishing Point Hades Jacobs Dream Skew Siskin Knorkator Twisted Tower Dire |

### 2001
3 agosto - 4 agosto:
| Double Main Stage                          | | |
| Giovedì                                    | Venerdì | Sabato |
| Knight Errant Finntroll Crematory W.A.S.P. | Deceased Stigma IV Carnal Forge Lacuna Coil Holy Moses Napalm Death Exciter Primal Fear Paul DiAnno Nevermore Overkill Therion (con coro) Helloween Saxon Dimmu Borgir | Warhammer Cryptopsy Brainstorm Dark Tranquillity Metalium Culprit Annihilator Rage Subway to Sally Grave Digger In Flames Nightwish HammerFall Motörhead Sodom |

| Party Stage | |
| Venerdì | Sabato |
| Nostradameus Nightfall Soilwork Blackshine Cage Kamelot Nasum Exhumed Sonata Arctica Mortician Desaster The Haunted Exumer Rawhead Rexx | Trail of Tears Deströyer 666 Vintersorg Krisiun Soul Doctor Tad Morose Artch Tankard Jag Panzer Naglfar Opeth Death SS Die Apokalyptischen Reiter Mägo de Oz |

| W.E.T. Stage | |
| Venerdì | Sabato                                                                                              |
| Bionix Crystal Shark 16 Hell Ventiler Smoke Blow Sacraphyx Circle of Grief Wizard (cancellato) Behemoth Silent Force | Kju The Traceelords Chinchilla The Centre of Gravity Paragon Lost Horizon Arch Enemy Night in Gales |

### 2002
1º agosto - 3 agosto:
| Double Main Stage                             | | |
| Giovedì                                       | Venerdì | Sabato |
| Messiah Kiss Kotipelto Blaze Doro Rose Tattoo | Stormwarrior Vomitory Domine Necrophobic Iron Savior Debris Inc. Angra Dying Fetus Pretty Maids Borknagar Savatage Destruction Bruce Dickinson Children of Bodom J.B.O. In Extremo Warlord | Stormwitch Criminal Wizard Amon Amarth Vicious Rumors Macabre Nuclear Assault Immortal Exodus Hypocrisy Edguy Cannibal Corpse Blind Guardian Kreator U.D.O. Onkel Tom |

| Party Stage | |
| Venerdì | Sabato |
| Avalanch Dornenreich Wolf Rebellion Metalucifer Nocturnal Rites Lock Up Dimple Minds Megaherz Dragonlord Pungent Stench Torfrock My Dying Bride Candlemass Red Aim | Rottweiler Evergrey Mezarkabul Thunderstone Angel Dust Shakra Falconer Vanden Plas Sinergy Sabbat Heathen Unleashed Blitzkrieg Green Carnation Haggard |

| W.E.T. Stage                                                                                                | |
| Venerdì | Sabato |
| Antagonist Justice Withering Surface Fleshcrawl Alabama Thunderpussy Heavenly Mob Rules Eisregen Primordial | Victims of Madness Centre of Gravity Kalmah Hollenthon Vision Divine Dream Evil Suidakra Mörk Gryning Nightmare |

### 2003
31 luglio - 2 agosto:
| Double Main Stage                                                       | | |
| Giovedì                                                                 | Venerdì | Sabato |
| Circle II Circle Annihilator Victory Saxon (Surprise show) Running Wild | Dew-Scented Extreme Noise Terror The Crown Diamond Head Dismember Freedom Call Sentenced Primal Fear Testament Gamma Ray In Flames Twisted Sister Subway to Sally | Sinister Thyrfing Malevolent Creation Metalium Carpathian Forest Masterplan Soilwork Rage Dark Funeral Stratovarius Nile Slayer Vader Onkel Tom |

| Party Stage                                                                              |                                                                                 |
| Venerdì                                                                                  | Sabato                                                                          |
| The Quill Seventh One Dark Age Lotto King Karl Die Apokalyptischen Reiter Assassin Lordi | Raunchy Twisted Tower Dire Evidence One Eidolon Kataklysm Sinner Sonata Arctica |

| W.E.T. Stage                                                                 | |
| Venerdì                                                                      | Sabato |
| Obscenity V8 Wankers Psychopunch Oratory Raise Hell Symphorce Rotting Christ | Human Fortress Graveworm Callenish Circle Cryptic Wintermoon Bai Bang Ancient Rites Heaven Shall Burn Darkane Breed 77 |

### 2004
5 agosto - 7 agosto:
| Double Main Stage                      | | |
| Giovedì                                | Venerdì | Sabato |
| Zodiac Mindwarp Motörhead Böhse Onkelz | Orphanage Paragon Cathedral Weinhold Arch Enemy Brainstorm Mayhem Grave Digger Feinstein / The Rods Dio Destruction Doro & Warlock Amon Amarth | Bal-Sagoth Death Angel Unleashed Anthrax Cannibal Corpse Nevermore Hypocrisy Helloween Children of Bodom Saxon Satyricon & Nocturno Culto J.B.O. |

| Party Stage                                                   |                                                                          |
| Venerdì                                                       | Sabato                                                                   |
| Mnemic Raunchy Dionysus Satan Kotipelto Eläkeläiset Quireboys | Mystic Prophecy Ektomorf After Forever Thunderstone Knorkator Schandmaul |

| W.E.T. Stage                                                                                                  |                                                                                      |
| Venerdì | Sabato                                                                               |
| Methedras Vanguard Artefact Engine of Pain Gutbucket Astral Doors Hobbs Angel of Death Misery Index Sufferage | Dr. Rock Everfest Thora Voodoma Supersoma Reckless Tide Gun Barrel Disbelief Griffin |

### 2005

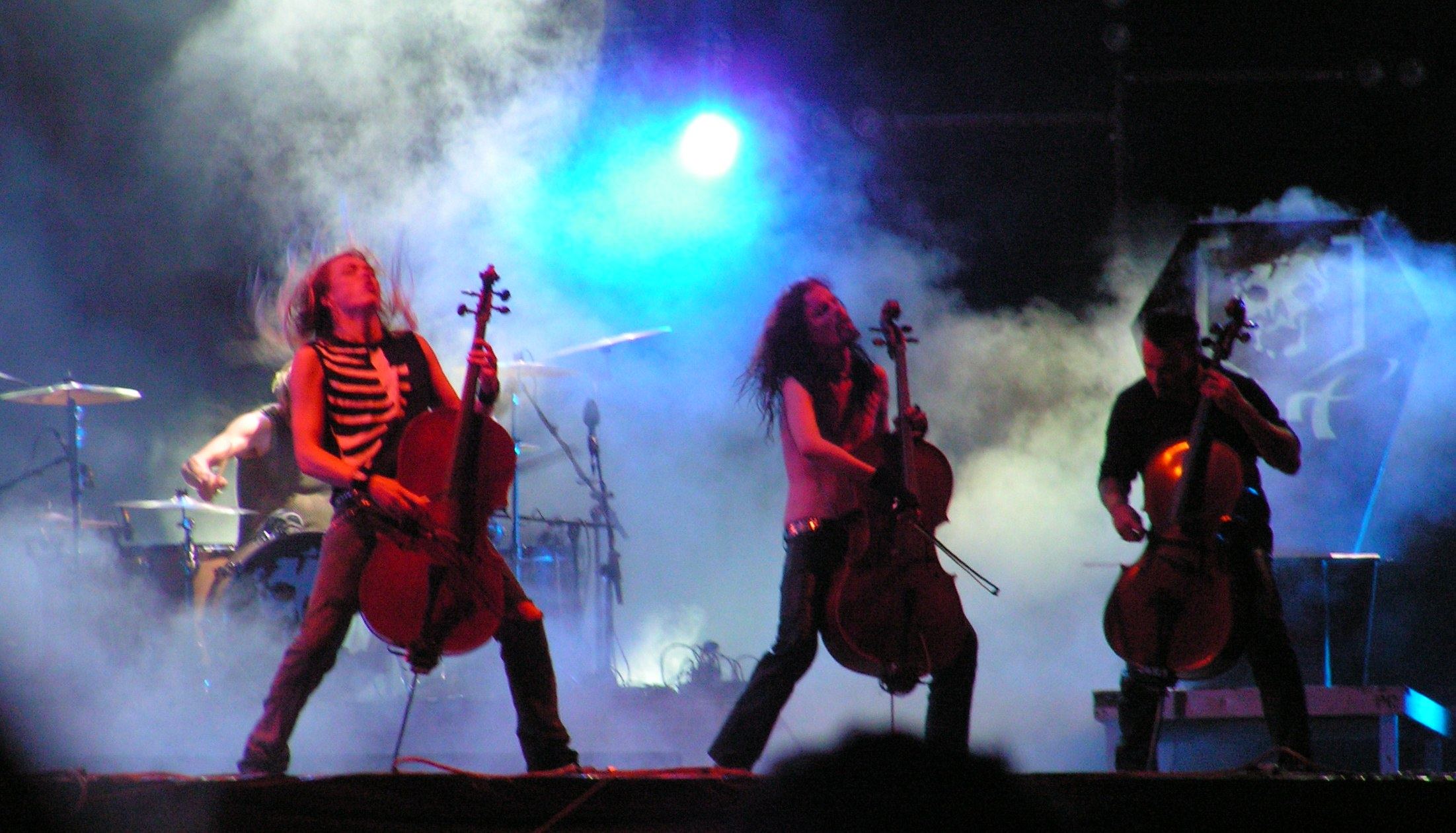
Gli Apocalyptica al W:O:A 2005

4 agosto - 6 agosto:
| Double Main Stage                     | | |
| Giovedì                               | Venerdì | Sabato |
| Tristania Candlemass Oomph! Nightwish | Naglfar Morgana Lefay Illdisposed Sonata Arctica Bloodbath Metal Church Obituary Edguy Within Temptation Machine Head Apocalyptica Corvus Corax Samael | Zyklon DragonForce Suffocation Overkill Dissection Axel Rudi Pell Marduk HammerFall Kreator Accept Sentenced Stratovarius (surprise act) Onkel Tom |

| Party Stage                                                                       |                                                                                      |
| Venerdì                                                                           | Sabato                                                                               |
| Mercenary Marky Ramone Ensiferum Hanoi Rocks (canceled) Eisregen Gorefest Turisas | Mob Rules Count Raven Holy Moses Finntroll Equilibrium Torfrock emKay (Surprise act) |

| W.E.T. Stage        | | |
| Giovedì             | Venerdì | Sabato |
| Doomfoxx Hatesphere | Victims of Madness Snake Eye Gorilla Monsoon Sinners Bleed Hatedrive Vanguard Saeko Suidakra Reckless Tide Mucc Cataract Metalium Potentia Animi Teräsbetoni Contradiction | Stigma Unleash the Fury Manifest Agonizer Tuatha de Danann Machine Men Hard Time Panic Cell Noise Forest Regicide Endhammer Primordial Endstille Goddess of Desire |

| Jim Beam Stage |                  |          |
| Giovedì        | Venerdì          | Sabato   |
| Mambo Kurt     | Doomfoxx Los Los | Doomfoxx |

### 2006

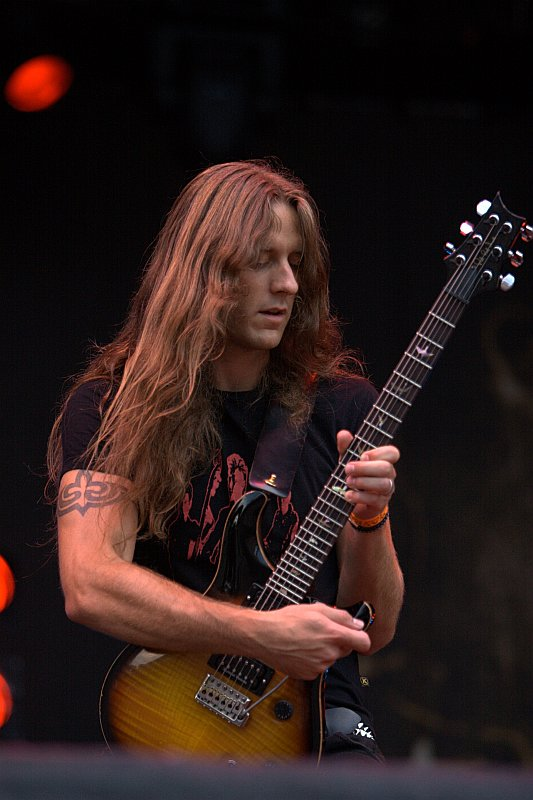
Peter Lindgren degli Opeth al W:O:A 2006

3 agosto - 5 agosto:
| Double Main Stage                                                                                    | | |
| Giovedì                                                                                              | Venerdì | Sabato |
| Faster Inferno (feat. Tyson Schenker) Victory Michael Schenker Group Scorpions (with special guests) | Mystic Circle Wintersun Legion of the Damned Danko Jones Six Feet Under Nevermore Opeth In Extremo Carnivore Children of Bodom Celtic Frost Ministry Amon Amarth | Aborted Caliban Arch Enemy Fear Factory Morbid Angel Gamma Ray Soulfly Whitesnake Emperor Motörhead Finntroll Subway to Sally |

| Party Stage                                                                        |                                                                                      |
| Venerdì                                                                            | Sabato                                                                               |
| End of Green Born from Pain Ektomorf Soilwork Korpiklaani D'espairsRay Primal Fear | Metal Church Bloodthorn Orphaned Land Atheist Die Apokalyptischen Reiter Rose Tattoo |

| W.E.T. Stage |                                                                         | | |
| Mercoledì    | Giovedì                                                                 | Venerdì | Sabato |
| Mambo Kurt   | Gutlock Malefactor Transilvanian Beat Club Mortal Sin C.O.R. Mambo Kurt | Monster Joe Würm Cadaveric Crematorium Kottak Nikki Puppet Gorilla Monsoon Fleshgore Vreid Krypteria Dezperadoz Hellfueled Metal Inquisitor Battlelore | Morbus Gravis Drone Infinight The Dogma Suidakra Tourettes WE Lake of Tears Krieger Obscenity Delirious Forever Slave |

### 2007
2 agosto - 4 agosto:
|  |  |  |  |

| Double Main Stage                                | | |
| Giovedì                                          | Venerdì | Sabato |
| Blitzkrieg Rose Tattoo Sodom (with guests) Saxon | Suidakra Amorphis Napalm Death Therion Possessed Grave Digger Turbonegro J.B.O. Lacuna Coil Blind Guardian Dimmu Borgir Iced Earth Die Apokalyptischen Reiter | Sonic Syndicate Sacred Reich Moonspell Stratovarius Dir En Grey Rage (with Lingua Mortis Orchestra) Destruction (with guests) Type O Negative Immortal In Flames Cannibal Corpse Subway to Sally |

| Party Stage                                                                 |                                                                              |                                                                                                  |
| Giovedì                                                                     | Venerdì                                                                      | Sabato                                                                                           |
| The Sorrow Narziss Neaera Animal Alpha All That Remains Hatesphere Overkill | The Black Dahlia Murder Communic Volbeat Falconer Enslaved Schandmaul Samael | Disillusion Heaven Shall Burn Dimension Zero Norther Stormwarrior (featuring Kai Hansen) Haggard |

| W.E.T. Stage |                                                                                          | | |
| Mercoledì    | Giovedì                                                                                  | Venerdì | Sabato |
| Mambo Kurt   | Krossbreed Wargasm Roots of Death Gutbucket Týr Letzte Instanz Electric Eel Shock Maroon | Red Ink Corruption Ecliptica Crystal Blaze Torture Squad Mennen Drone Pharao Sabbat Chthonic Black Majesty The Answer Belphegor Sahg Fastway Kampfar | Sheephead Fracture Abstract Rapture Mythlorian Fair to Midland Secrets of the Moon The Vision Bleak Swallow the Sun Turisas Benedictum Moonsorrow Municipal Waste Unheilig 1349 Vital Remains |

### 2008

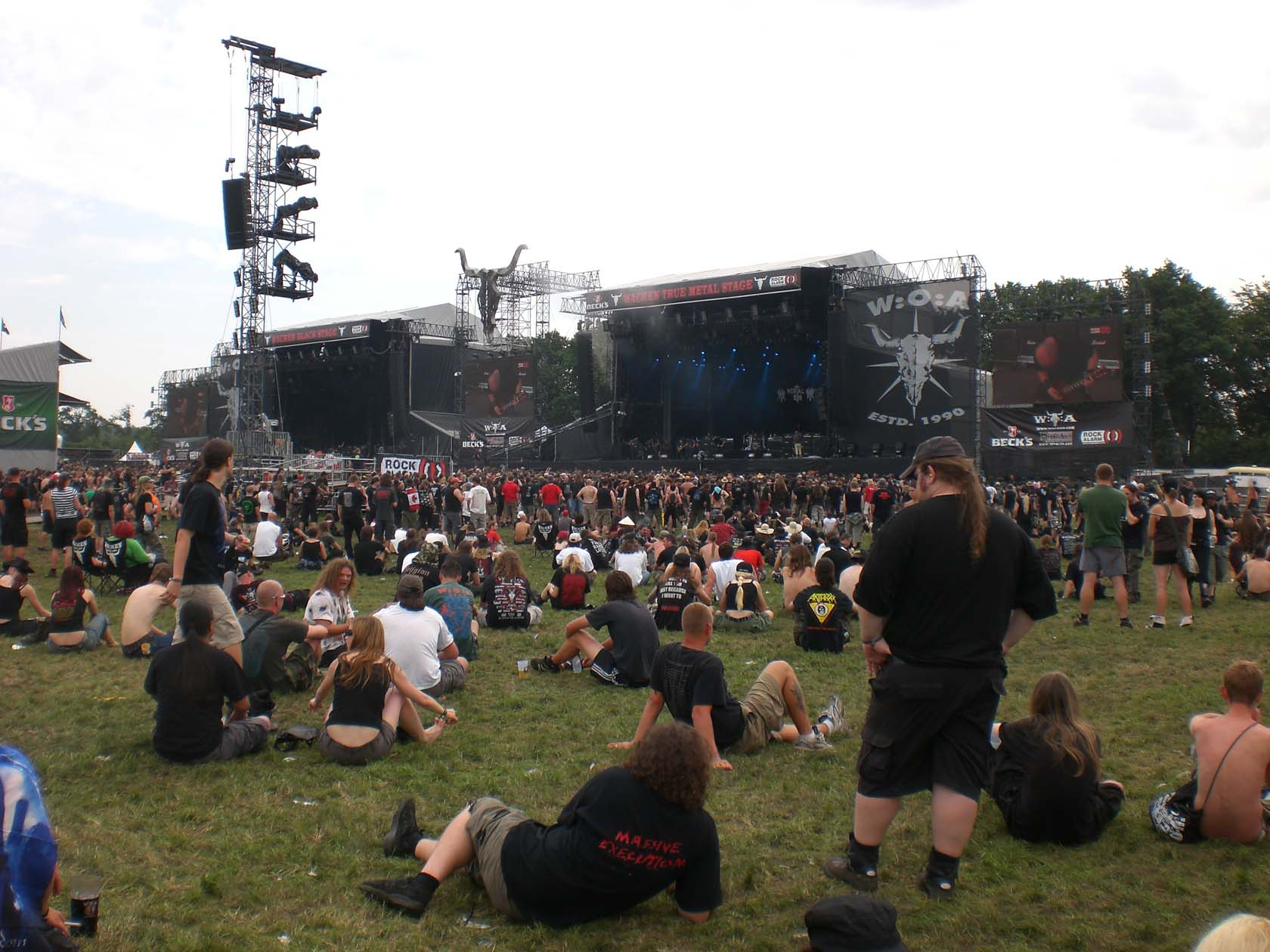
I due palchi principali del W.O.A. 2008

31 luglio - 2 agosto:
| Double Main Stage                                                     | | |
| Giovedì                                                               | Venerdì | Sabato |
| Girlschool Lauren Harris Airbourne Avenged Sevenfold Iron Maiden Korn | Grave Mortal Sin Job for a Cowboy Unearth Ensiferum Kamelot Soilwork Sonata Arctica Opeth Children of Bodom Corvus Corax Avantasia Gaahl and King ov Hell (as Gorgoroth) | 3 Inches of Blood Sweet Savage Holy Moses Exodus Hatebreed As I Lay Dying Carcass Killswitch Engage At the Gates Nightwish Kreator Lordi |

| Party Stage                                           |                                                                    |                                                           |
| Giovedì                                               | Venerdì                                                            | Sabato                                                    |
| Mustasch Nashville Pussy Sturm und Drang Leaves' Eyes | Primordial Cynic Headhunter Sabaton Massacre The Haunted Crematory | Machine Men Mercenary Obituary Krypteria Girugämesh Axxis |

| W.E.T. Stage                      |                                         | | |
| Mercoledì                         | Giovedì                                 | Venerdì | Sabato |
| Metakilla Sweet Savage Mambo Kurt | Concept Insomnia Negură Bunget Alestorm | The Fading The Rotted Destructor Autumn Stam1na Psychopunch Nifelheim Van Canto Saltatio Mortis Excrementory Grindfuckers | Ripsaw Evocation Before the Dawn Enemy of the Sun Powerwolf Warbringer Torture Squad Dream of an Opium Eater Watain Lord Belial The Bones |

### 2009
30 luglio - 1º agosto:
| Double Main Stage                                   | | |
| Giovedì                                             | Venerdì | Sabato |
| Skyline Schandmaul Der W Running Wild Heaven & Hell | Vreid UFO Endstille Gamma Ray Walls of Jericho Nevermore Airbourne HammerFall Bullet for My Valentine Motörhead In Flames Doro Amon Amarth | Einherjer Rage Cathedral Testament Heaven Shall Burn Axel Rudi Pell In Extremo Volbeat Machine Head Saxon GWAR Subway to Sally |

| Party Stage                       |                                                                                               |                                                        |
| Giovedì                           | Venerdì                                                                                       | Sabato                                                 |
| D-A-D J.B.O. BossHoss Lacuna Coil | Napalm Death Retrospect - 10th Anniversary Tristania DragonForce Coheed and Cambria Epica ASP | Suidakra Onkel Tom Borknagar Pain Enslaved Korpiklaani |

| W.E.T. Stage                                                                          |                                                                  | | |
| Mercoledì                                                                             | Giovedì                                                          | Venerdì | Sabato |
| Victims of Madness Bai Bang Bon Scott (tribute band degli AC/DC) Onkel Tom Mambo Kurt | X-Plod Furion 5th Avenue The Waltons Drone Bloodwork Grand Magus | Leave Scars Reason to Kill Ade Insidead Scarred Kielwater Irr Beneath Silence Means Death Callejón Bring Me the Horizon Whiplash Nervecell Insidious Disease Eths Sarke Pentagram (Chile) | None Cadaver Race A Fine Day to Exit Crysys T.A.N.K. Trinitys Blood Ferium Split Heaven The Fading Trouble U.K. Subs Engel Turisas Tracedawn Torment |

| Medieval Stage |                            |                     |                                        |
| Mercoledì      | Giovedì                    | Venerdì             | Sabato                                 |
| Fejd Ragnaröek | Reincarnatus Cumulo Nimbus | Swashbuckle Ingrimm | Adorned Brood Rabenschrey Feuerschwanz |

### 2010

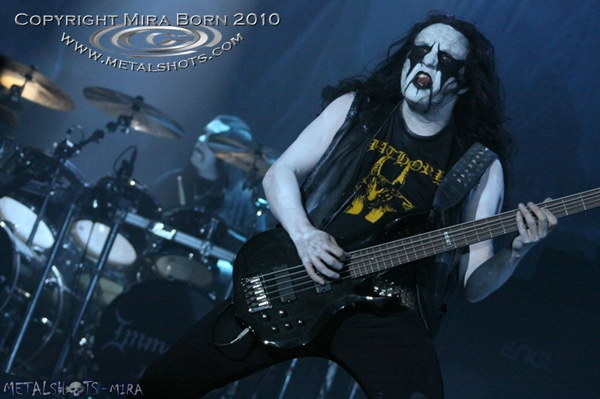
Apollyon degli Immortal al W:O:A 2010

5 agosto - 8 agosto:
| Double Main Stage                                                  | | |
| Giovedì                                                            | Venerdì | Sabato |
| Skyline (with special guests) Alice Cooper Mötley Crüe Iron Maiden | Dew-Scented Amorphis Orphaned Land Ill Niño Die Apokalyptischen Reiter BossHoss Endstille Kamelot Arch Enemy Grave Digger Slayer Anvil Corvus Corax | Ektomorf Caliban Unleashed Overkill Lock Up W.A.S.P. Immortal Edguy Cannibal Corpse Soulfly Fear Factory U.D.O. Subway to Sally (covering "It's After Dark" by D-A-D) |

| Party Stage                                                                   |                                                          |
| Venerdì                                                                       | Sabato                                                   |
| Suicidal Angels Job for a Cowboy Frei.Wild Voivod Tarja Turunen 1349 Atrocity | Smoke Blow Kampfar Delain Stratovarius Candlemass Tiamat |

| W.E.T. Stage | | | |
| Mercoledì | Giovedì | Venerdì | Sabato |
| Victims of Madness Void Creation† No Dawn† Snakebite† Raging Mob† Dymytry† By the Patient† Forever Storm† Battle Beast†‡ Frontal† Vice† Total Riot† Wistaria† Missing in Action† Penthagon† Soul Stealer† Mambo Kurt | Orcus O Dis† Seven Ends† Demolished† The Sixpounder† Prayers of Sanity† Altar† Vita Imana† Katana† Hathors† Cangaço† Black Out Beauty† Ghost Brigade MacBeth Crysys Gojira | Brutus Dead Means Nothing Skanners Astral Doors Hackneyed Mad Max The Other Eternal Legacy Evile Lizzy Borden Broilers Holy Grail Secrets of the Moon Ihsahn Imperium Dekadenz Raven | Nightmare The New Black Degradead Crucified Barbara End of Green Die Kassierer Metsatöll Varg Debauchery Sólstafir Lake of Tears Rotting Christ Despised Icon Killing Machine The Devil's Blood |
| † - finalisti del W:O:A Metal Battle 2010 ‡ - vincitori del W:O:A Metal Battle 2010 | | | |

| Wackinger Stage                                        |                           |                                      |                            |
| Mercoledì                                              | Giovedì                   | Venerdì                              | Sabato                     |
| Lord of the Lost Fiddler's Green Red Hot Chilli Pipers | Svartsot Torfrock Hanggai | Letzte Instanz Schelmish Equilibrium | The Keltics Tyr Orden Ogan |

| Red Bull Bus | Red Bull Bus                 | Bullhead City Tent | Bullhead City Tent    | Bullhead City Tent    |
| Wednesday    | Giovedì                      | Giovedì            | Venerdì               | Sabato                |
| 9mm          | Apocalyptica (surprise show) | Spit Like This     | The Circus of Horrors | The Circus of Horrors |

### 2011
4 agosto - 6 agosto:
| | | |
| Accuser Achren† Airbourne Alberlour's Apocalyptica As I Lay Dying Avantasia Battle Beast†† Blaas of Glory Blind Guardian Blowsight Bullet Children of Bodom Crashdïet Danko Jones Deadlock Dir en grey Eccentric Pendulum† Eläkeläiset Ensiferum Excrementory Grindfuckers Frei.Wild Hayseed Dixie Hämatom Heaven Shall Burn Helloween Hellsaw Horch Iced Earth Ignis Fatuu In Solitude | Judas Priest Kataklysm Khold Knorkator Kreator Kyuss Live! Kvelertak Lacrimas Profundere Maiden United Mayhem Moonsorrow Morbid Angel Morgoth Motörhead Negator Ozzy Osbourne Onkel Tom Onslaught Primal Fear The Prophecy 23 Rabenschrey Reliquiae Rhapsody of Fire Ri0gun Russkaja Saltatio Mortis Sepultura Severenth Shraphead Sirenia | Shining Skálmöld Ski King Skindred Slime Sodom Stier Stormzone Subway to Sally Suicidal Tendencies Suidakra Tauthr The Haunted The Prophecy 23 The Smack Ballz Tokyo Blade Torture Squad Triosphere Trivium Tsjuder Van Canto Venomin James Victims Of Madness Visions of Atlantis Volcano Vreid Warrant |
| † - finalisti del W:O:A Metal Battle 2011 | | |
| †† - vincitori del W:O:A Metal Battle 2010 | | |

### 2012
Il Wacken Open Air 2012 si è tenuto da giovedì 2 agosto a sabato 4 agosto.
| | | | |
| Agro Amaranthe Amon Amarth Athonite Aura Noir Axel Rudi Pell Broilers ChthoniC Circle II Circle Coroner Corpse Garden Cradle of Filth (cancellato) Crimes of Passion D-A-D Danko Jones (spoken word) Dark Funeral Darkest Hour Dead by April Decapitated Delain Devil's Note† Diablo Swing Orchestra Dimmu Borgir (con orchestra) | Djerv Dødheimsgard (cancellato) D.R.I. Edguy (surprise act) Electric Wizard (cancellato) Eisenherz Endstille Eschenbach Gamma Ray Gehenna Ghost Brigade Graveyard Hamferð†‡ HammerFall Henry Rollins In Extremo In Flames Insomnium Kamelot Kylesa Leningrad Cowboys Machine Head | Manimals Manticora Massacre MindthreaT Ministry Moonspell (esibizione acustica) Napalm Death Nasum Oomph! Opeth Overkill Paradise Lost Rain Shatter† RavenBlood† Red Fang Riotgod Sacred Reich Sanctuary Saor Patrol Saturnian† Saxon Schandmaul | Scorpions Sepultura feat. Les Tambours du Bronx Sick Of It All Six Feet Under Suffocated Suicide Silence Sylosis Testament The Black Dahlia Murder The BossHoss The Falling† U.D.O. Unearth Vogelfrey Volbeat Warbringer Warrior Soul Watain WBTBWB Winterfylleth Wölli & Die Band Des Jahres Yakṣa |
| † - finalisti del W:O:A Metal Battle 2012 | | | |

### 2013
Il Wacken Open Air 2013 si è tenuto da giovedì 1º agosto a sabato 3 agosto.
| | | | |
| Agnostic Front Alestorm Alice Cooper Alpha Tiger Amorphis Annihilator Anthrax As I Lay Dying ASP Benighted Black Messiah Bob Wayne Bull-Riff Stampede Bullet Candlemass Callejon Chrome Molly Coppelius Corvus Corax Crematory | Danzig Deep Purple DevilDriver Dew-Scented Dezperadoz Die Apokalyptischen Reiter Die Kassierer Doro Pesch Dr. Living Dead! Dunderbeist Eat the Gun Eisbrecher Eskimo Callboy Faun Fear Factory Fejd Feuerschwanz Finsterforst GOD: The Barbarian Horde† Grave Digger Haggard Hardcore Superstar Harpyie | Hate Squad Hellride Ihsahn Kamikaze Kings Kärbholz Kryptos Lamb of God Legion of the Damned Leprous Lingua Mortis Orchestra & Rage Meshuggah Motörhead Mustasch Nachtblut Naglfar Neaera Nightwish Null DB | Pampatut Powerwolf Pretty Maids Rabenschrey Ragnarok Rammstein Rebattered Rotten Souls Russkaja Sabaton Soilwork Sonata Arctica Stahlmann Subway to Sally Thunder Tristania Trivium Ugly Kid Joe Uli Jon Roth Versengold Vengha Whitechapel |

### 2014
Il Wacken Open Air 2014 si è tenuto da giovedì 31 luglio a sabato 2 agosto.
| Gruppi | |                                                                                    |
| A Pale Horse Named Death Amon Amarth Apocalyptica & Avanti Orchestra Arch Enemy Avantasia Behemoth Bring Me the Horizon Children of Bodom | Crematory Decapitated Devin Townsend Project Emperor Endstille Excrementory Grindfuckers For The Imperium HammerFall | Heaven Shall Burn J.B.O. King Diamond Knorkator Kreator Masterplan Onkel Tom Prong |